# 褐色岩
褐色岩（）とは、一般的には特定の岩石タイプを指すものではないが、褐色の岩石は褐鉄鉱を含んでいることが多いため、そのように呼ばれることがある岩。
褐鉄鉱は酸化鉄(III)の鉱物で、一般的には酸化鉄(III)水酸化物の混合物で構成されている。

## 解説
以下は、褐色を呈するいくつかの岩石の例である。
- 褐鉄鉱頁岩（英: limonite shale）: 褐鉄鉱を主成分とし、黄褐色から暗褐色を呈する頁岩である。これらの岩石は、一般的に堆積岩であり、水分や有機物を含んでいる。
- 褐炭（英: lignite）: 低ランクの石炭で、褐色を呈し、木材質の構造がまだ残っていることが特徴である。褐炭は石炭の形成過程の中間段階にあたり、石炭化が進んでいないため、燃料としての価値は低いが、火力発電に利用されることがある。
- 褐色砂岩（英: brown sandstone）: 砂岩は、砂粒の大きさの鉱物粒が主に石英で固まった岩石である。褐色砂岩は、褐鉄鉱や他の鉄を含む鉱物が含まれているため、褐色を呈する。
- ラタイト（英: laterite）: 熱帯や亜熱帯の湿潤な環境で形成される、鉄やアルミニウムを豊富に含む赤褐色の土壌である。ラタイトは、長期間にわたる風化によって鉄やアルミニウムが濃縮されることで形成される。

これらの褐色岩は、地質学的研究や鉱業、建築材料など様々な用途に利用されている。ただし、それぞれの岩石の特性や用途は異なるため、利用に際しては適切な知識が必要である。

## 参考リンク
- https://www.asahi.com/articles/ASMDL3SJCMDLPTQP006.html